# قائمة شركات الطيران المتوقفة في آسيا

## البحرين
تشمل شركات الطيران المتوقفة في البحرين ما يلي:
| شركة الطيران      | الشعار | رمز IATA | رمز ICAO | النداء اللاسلكي | بداية التشغيل | نهاية التشغيل | ملاحظات                                       |
| ----------------- | ------ | -------- | -------- | --------------- | ------------- | ------------- | --------------------------------------------- |
| طيران البحرين     |        | BN       | BNB      | BAHRAIN AIR     | 2008          | 2013          |                                               |
| الطيران الخليجي   |        |          |          |                 | 1950          | 1973          | اندمجت مع طيران الخليج في 1 كانون الثاني 1974 |
| المسافر الخليجي   |        | GF       | GFA      | GULF AIR        | 2003          | 2007          |                                               |
| سويفت إير البحرين |        |          | SFL      |                 | 2008          | 2012          |                                               |

## بروناي
تشمل شركات الطيران المتوقفة في بروناي ما يلي:
| شركة الطيران  | الشعار | رمز IATA | رمز ICAO | النداء اللاسلكي | بداية التشغيل | نهاية التشغيل | ملاحظات                                       |
| ------------- | ------ | -------- | -------- | --------------- | ------------- | ------------- | --------------------------------------------- |
| بورنيو إيرويز |        | BI       | RBA      | BRUNEI          | 1997          | 1999          | تأسست من قبل الخطوط الجوية الملكية البروناوية |
| آر بي لينك    |        | BI       | RBA      | BRUNEI          | 2019          | 2020          | تأسست من قبل الخطوط الجوية الملكية البروناوية |
| ترانسكورب     |        |          |          |                 | 1985          | 1985          | [1]                                           |

## جمهورية الصين

### ماكاو
تشمل شركات الطيران المتوقفة في ماكاو ما يلي:
| شركة الطيران            | الشعار | رمز IATA | رمز ICAO | النداء اللاسلكي | بداية التشغيل | نهاية التشغيل | ملاحظات              |
| ----------------------- | ------ | -------- | -------- | --------------- | ------------- | ------------- | -------------------- |
| ماكاو آسيا إكسبريس      |        |          |          |                 | 2006          | 2008          | مشروع فشل في الإطلاق |
| خطوط متيس عبر الهادئ    |        |          |          |                 | 2006          | 2007          | لم يتم إطلاقها       |
| سكاي شاتل (Sky Shuttle) |        |          |          |                 | 1997          | 2008          |                      |
| فيفا ماكاو (Viva Macau) | ZG     | VVM      | JACKPOT  |                 | 2005          | 2010          |                      |

### مانشوكو
تشمل شركات الطيران المتوقفة في مانشوكوما يلي:
| شركة الطيران         | الشعار | رمز IATA | رمز ICAO | النداء اللاسلكي | بداية التشغيل | نهاية التشغيل | ملاحظات |
| -------------------- | ------ | -------- | -------- | --------------- | ------------- | ------------- | ------- |
| شركة منشوريا للطيران | RH     |          |          |                 | 1931          | 1945          |         |

## كوريا الشمالية
تشمل شركات الطيران المتوقفة في كوريا الشمالية ما يلي:
| شركة الطيران                         | الشعار | رمز IATA | رمز ICAO | النداء اللاسلكي | بداية التشغيل | نهاية التشغيل | ملاحظات                                  |
| ------------------------------------ | ------ | -------- | -------- | --------------- | ------------- | ------------- | ---------------------------------------- |
| إدارة الطيران المدني في كوريا (CAAK) |        | KB؛JS    | KCA      |                 | 1955          | 1992          | أُعيد تسميتها إلى طيران كوريو (Air Koryo) |
| سوكاو (SOKAO)                        |        | KB؛JS    | KCA      | UKAMPS          | 1950          | 1954          | أُعيد تسميتها إلى CAAK                    |

## الكويت
تشمل شركات الطيران المتوقفة في الكويت ما يلي:
| شركة الطيران             | الشعار | رمز IATA | رمز ICAO | النداء اللاسلكي | بداية التشغيل | نهاية التشغيل | ملاحظات                                           |
| ------------------------ | ------ | -------- | -------- | --------------- | ------------- | ------------- | ------------------------------------------------- |
| الخطوط الجوية الكويتية   |        |          |          |                 | 1953          | 1957          | تم إعادة التسمية/الدمج إلى الخطوط الجوية الكويتية |
| خطوط ترانس أرابيا الجوية |        |          | TAAK     |                 | 1955          | 1964          |                                                   |
| الوطنية للطيران          | Q9     | WAN      | WATANIYA |                 | 2005          | 2018          |                                                   |

## منغوليا
تشمل شركات الطيران المنغولية التي توقفت عن العمل ما يلي:  
| شركة الطيران               | الشعار | رمز IATA | رمز ICAO | النداء اللاسلكي | بداية التشغيل | نهاية التشغيل | ملاحظات |
| -------------------------- | ------ | -------- | -------- | --------------- | ------------- | ------------- | --- |
| خطوط تشينغيس الجوية        |        | CW       | CHS      |                 | 2011          | 2012          | تأسست بواسطة BAZ International في منغوليا. كان من المتوقع أن تبدأ في مارس 2012.                                                                    |
| الخطوط الشرقية             |        |          | ERN      |                 | 1997          | 2000          | |
| خطوط هانغارد الجوية        |        | OM       | HGD      | HANGARD         | 1993          | 2001          | |
| مجموعة خطوط منغوليا الجوية |        | MR       | MML      |                 | 2011          | 2013          | أعيدت تسميتها إلى هونو إير. تأسست بواسطة مجموعة بودي. بدأت الخدمات في 2 ديسمبر 2011. وتم تغيير الاسم في أبريل 2013 لتجنب الالتباس مع ميآت منغوليا. |
| خانغريد                    |        |          |          |                 | 2004          | 2005          | |
| الشحن الجوي منغوليا        |        |          | MGC      | MONGOLIA CARGO  | 2013          | 2013          | |

## فلسطين
| شركة الطيران             | الشعار | رمز IATA | رمز ICAO | النداء اللاسلكي | بداية التشغيل | نهاية التشغيل | ملاحظات |
| ------------------------ | ------ | -------- | -------- | --------------- | ------------- | ------------- | ------- |
| الخطوط الجوية الفلسطينية |        | PF       | PNW      | PALESTINIAN     | 1995          | 2020          |         |

## سوريا
تشمل شركات الطيران السورية المنتهية:  
| شركة الطيران                  | الشعار | رمز IATA | رمز ICAO | النداء اللاسلكي | بداية التشغيل | نهاية التشغيل | ملاحظات |
| ----------------------------- | ------ | -------- | -------- | --------------- | ------------- | ------------- | --- |
| الخطوط الدمشقية               |        | —        | DAS;TYL  |                 | 2006          | 2007          | |
| فلاي داماس (FlyDamas)         |        | 4J       | FDK      |                 | 2014          | 2018          | تم تأسيسها في 11/2014، تم منح شهادة AOC في 19/2/2015، بدأت خدماتها في 3/12/2015، توقفت عن العمل في 1/2018                             |
| أورينت إير (Orient Air)       |        | —        | OVV      | —               | 2006          | 2007          | |
| خطوط شام وينغز الجوية         |        | 6Q       | SAW      | —               | 2007          | 2009          | تم تغيير اسمها أو دمجها في خطوط شام وينغز الجوية (Cham Wings Airlines)                                                                |
| خطوط شام وينغز الجوية         |        | 6Q       | SAW      | SHAMWING        | 2009          | 2025          | أُعيد تأسيسها تحت اسم "فلاي شام" |
| الخطوط الجوية السورية         |        | —        | —        |                 | 1946          | 1958          | اندمجت مع "مصر للطيران" لتشكيل الخطوط الجوية العربية المتحدة، وانفصلت سوريا عنها في أكتوبر 1961 وأُسست "الخطوط الجوية العربية السورية" |
| الخطوط الجوية العربية السورية |        | RB       | —        | —               | 1961          | 1977          | تم تغيير اسمها أو دمجها في "السورية للطيران"                                                                                          |
| خطوط اللؤلؤة السورية          |        | PI       | PSB      | —               | 2009          | 2010          | |

## تيمور الشرقية
تشمل شركات الطيران التي لم تعد تعمل في تيمور الشرقية ما يلي:  
| شركة الطيران                                          | الشعار | رمز IATA | رمز ICAO | النداء اللاسلكي | بداية التشغيل | نهاية التشغيل | ملاحظات                          |
| ----------------------------------------------------- | ------ | -------- | -------- | --------------- | ------------- | ------------- | -------------------------------- |
| تيمور إير (Timor Air)                                 |        | BF       | ETA      | —               | 2011          | 2012          |                                  |
| الخطوط الجوية التيمورية (Transportes Aéreos de Timor) |        | —        | —        | —               | 1939          | 1975          | عملت في تيمور البرتغالية السابقة |

## أوزبكستان
تشمل شركات الطيران التي توقفت عن العمل في أوزبكستان ما يلي:  
| شركة الطيران       | الشعار | رمز IATA | رمز ICAO | النداء اللاسلكي | بداية التشغيل | نهاية التشغيل | ملاحظات |
| ------------------ | ------ | -------- | -------- | --------------- | ------------- | ------------- | ------- |
| هوموأير (HumoAir)  |        | HJ       | USW      | AKSAR           | 2023          | 2024          |         |
| خطوط سمرقند الجوية |        | C7       | UZS      | SOGDIANA        | 2005          | —             |         |
| سيمورغ أوزبكستان   |        |          | JRP      |                 | 1987          | 2000          |         |